# Edwin Bélanger
Pour les articles homonymes, voir Bélanger.
 (février 2013).
Si vous disposez d'ouvrages ou d'articles de référence ou si vous connaissez des sites web de qualité traitant du thème abordé ici, merci de compléter l'article en donnant les références utiles à sa vérifiabilité et en les liant à la section « Notes et références ».
Edwin Bélanger (Montmagny, 18 novembre 1910 - Lévis, 14 janvier 2005) est un violoniste, chef d'orchestre, chef de musique militaire, arrangeur, pédagogue et marchand de musique québécois.

## Biographie
Edwin Bélanger étudie le violon à Québec sous la direction de Joseph-Alexandre Gilbert, grand pédagogue et premier violon de la Société symphonique de Québec de 1903 à 1934. En 1933, il obtient le Prix d'Europe, décerné par l’Académie de musique du Québec, qui lui permet de se perfectionner deux ans en France et en Angleterre.
À son retour, de jeunes musiciens lui demandent de bien vouloir diriger un nouvel orchestre, le Cercle philharmonique de Québec, qui existera de 1935 à 1942. Pendant sept ans, le Cercle se trouve en concurrence directe avec la Société symphonique, même si, dans les faits, plusieurs de ses instrumentistes sont aussi membres de la SSQ, incluant Edwin Bélanger lui-même. Le Cercle innovait en offrant des séries vendues en abonnement, en organisant les premières matinées éducatives de la région de Québec et en présentant un répertoire nouveau, dont plusieurs créations. Lors de la fusion des deux organismes en 1942, c’est à Edwin Bélanger que revient la direction musicale et artistique de ce qui s’appelle désormais l’Orchestre symphonique de Québec. Le répertoire s’élargit considérablement, devenant de plus en plus audacieux, avec créations, œuvres modernes, québécoises, canadiennes et autres. Un concours de jeunes solistes est institué où s’illustreront des artistes tels que Janine Lachance, Richard Verreau, Raymond Dessaints et d'autres.
Entre-temps, Edwin Bélanger avait accédé à une prestigieuse fonction, celle de chef de la musique du Royal 22e Régiment. En poste de 1937 à 1961, il effectuera des tournées en Extrême-Orient, en Europe et aux États-Unis.
Après sa retraite militaire, Edwin Bélanger revient à ses premières amours, l’OSQ — il avait commencé à y jouer comme violoniste à l’âge de 17 ans. Il y sera chef de section des seconds violons et des altos, selon les années ou les besoins. Il quittera l’Orchestre en 1984. À ses activités d’instrumentiste et de chef d’orchestre s’ajoutera une belle carrière de pédagogue — il fut professeur au Conservatoire de musique de Québec —, d’arrangeur, de juge de concours et de commerçant, puisqu’il sera propriétaire de la Procure générale de musique, fondée par son beau-père, l'organiste et compositeur Omer Létourneau (1891-1983). Enfin, il cumulera plusieurs mandats comme président de l’Académie de musique du Québec entre 1947 et 1974. En 1984, il se voyait décerner un doctorat honorifique par l’Université du Québec.
Edwin Bélanger est décédé à Lévis, le 14 janvier 2005 à l'âge de 94 ans. Il est inhumé au cimetière paroissial de Saint-Michel de Bellechasse. Il repose aux côtés de son épouse, la pianiste Madeleine Létourneau, décédée en juillet 2006. Plusieurs des enfants du couple sont musiciens professionnels, notamment le violoniste et chef d'orchestre Marc Bélanger et le ténor Guy Bélanger.

## Hommages
- La ville de Montmagny a honoré Edwin Bélanger en donnant son nom à l'auditorium de l'École secondaire Louis-Jacques-Casault, principale salle de spectacles de la municipalité.
- En 1993, le parc des Champs-de-Bataille aux Plaines d'Abraham a baptisé son populaire kiosque à musique de son nom.
- Une plaque "Ici vécut de la ville de Québec est présente au 915, rue Eymard, en son honneur, pour indiquer le lieu de son ancienne résidence[1].
- Une importante reconnaissance s'ajoute aux nombreux fleurons d'Edwin Bélanger alors que l'Académie des Grands Québécois l'honore au titre de musicien en 1996.